# 神鬼認證 (1988年電影)
《神鬼認證》（英語：The Bourne Identity）早在1988年就被翻拍成了電視迷你影集，同樣是根據勞勃·勒德倫1980年最暢銷小說改編而成。台灣則是由台視在1990年3月10日～3月17日期間，在「台視午夜場」時段播出，當時譯名為《無名恨》。
此電視影集版時間長達3小時，劇情根據神鬼認證原著小說改編。神鬼認證迷你影集第一次是在美國ABC電視網分兩天晚上各兩小時播完。
神鬼認證系列原著小說在2002年搬上了好萊塢大銀幕。包括2002年的《神鬼認證》、2004年的《神鬼認證：神鬼疑雲》、2007年的《神鬼認證：最後通牒》、2012年的《神鬼認證4》以及2016年的《神鬼認證：傑森包恩》。神鬼認證電影故事與原著小說相似較多，但是自神鬼認證：神鬼疑雲則是有同名的關係，內容並沒有太大相連。

## 外部連結
互联网电影数据库（IMDb）上《The Bourne Identity (1988)》的资料（英文）